# Dominique Maillet
Pour les articles homonymes, voir Maillet.
Dominique Maillet est un critique de cinéma, réalisateur et scénariste français.

## Biographie
Critique de cinéma à partir des années 1970, il collabore aux revues Cinématographe et La Revue du cinéma. Il réalise plusieurs courts métrages pendant la même période.

## Filmographie

### Courts métrages
- 1975 : Pauvre Sonia
- 1978 : Les seize ans de Jérémy Millet
- 1979 : Carole
- 1980 : Ferdinand
- 1981 : Victor
- 1985 : Femme fidèle
- 2011 : Jean Marais, héros malgré lui - documentaire
- 2013 : Luchino Visconti : la quête de l'impossible

### Longs métrages
- 1995 : Le Roi de Paris
- 2010 : Conversation avec JLG
- 2012 : La Mémoire dans la chair
- 2015 : Orson Welles ou le pouvoir de l'illusion

## Publications
- Philippe Noiret, Henri Veyrier, 1989
- En lumière. Les directeurs de la photographie vus par les cinéastes, Dujarric, 2001